# Cleaning symbiosis

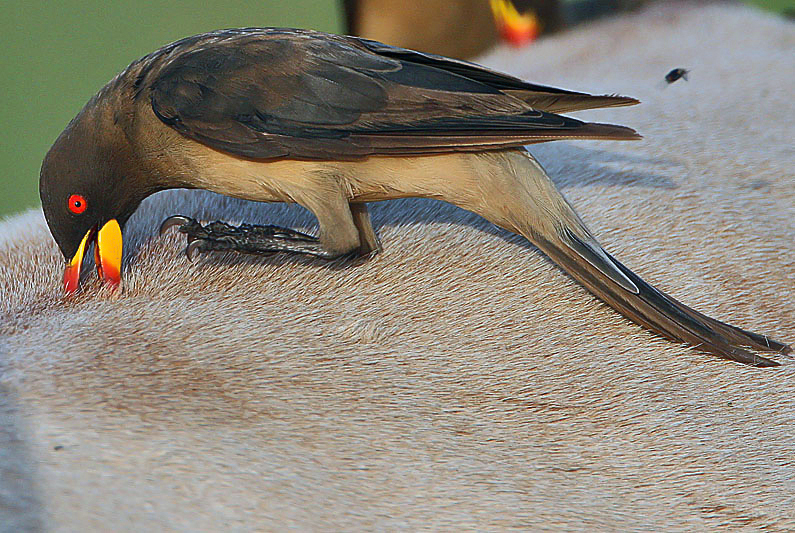
Putsbeteende hos gulnäbbad oxhackare (Buphagus africanus) på ryggen hos ett stort däggdjur.

Cleaning symbiosis är ett ömsesidigt fördelaktigt beteende två arter emellan, där den ena arten (”putsaren”) äter parasiter och annat från huden eller skinnet på den andra arten (”värden”). Cleaning symbiosis är ett välkänt fenomen hos havslevande fiskar. Det förekommer till exempel hos putsarfiskar, huvudsakligen hos läppfiskar och smörbultar inom släktet Gobisoma. Motsvarande beteende förekommer i familjen oxhackare i östra Afrika, som plockar fästingar och insekter från de där förekommande stora däggdjuren. Denna mutualism är dock omtvistad.
Putsbeteendet beskrevs först av den grekiske historieskrivaren Herodotos ungefär 420 f. Kr. och gällde fåglar som putsade krokodilers tänder, ett beteende som dock är förhållandevis ovanligt.
Bakgrunden till cleaning symbiosis har varit omdebatterad i åtminstone trettio år. Vissa forskare beskriver beteendet som ren mutualism. Andra, som exempelvis den amerikanske evolutionsbiologen Robert Trivers, menar att det huvudsakligen är frågan om ömsesidighet av typen altruism. Åter andra menar att putsbeteendet uppstår som ett ensidigt intresse, på gränsen till parasitism.
Bakom många putsarbeteenden döljer sig dessutom bluff av olika typer. Dessa kan beskrivas som till exempel Bates mimikry och Müllers mimikry.